# Драгле
Драгле (пол. Drahle) — село в Польщі, у гміні Сокулка Сокульського повіту Підляського воєводства.
Населення — 144 особи (2011).
У 1975-1998 роках село належало до Білостоцького воєводства.

## Демографія
Демографічна структура станом на 31 березня 2011 року:
|          | Загалом | Допрацездатний вік | Працездатний вік | Постпрацездатний вік |
| -------- | ------- | ------------------ | ---------------- | -------------------- |
| Чоловіки | 66      | 15                 | 44               | 7                    |
| Жінки    | 78      | 15                 | 44               | 19                   |
| Разом    | 144     | 30                 | 88               | 26                   |